# Darappur
Darappur é uma vila no distrito de Nadia, no estado indiano de Bengala Ocidental.

## Demografia
Segundo o censo de 2001, Darappur tinha uma população de 7732 habitantes. Os indivíduos do sexo masculino constituem 52% da população e os do sexo feminino 48%. Darappur tem uma taxa de literacia de 58%, inferior à média nacional de 59,5%: a literacia no sexo masculino é de 66% e no sexo feminino é de 49%. Em Darappur, 13% da população está abaixo dos 6 anos de idade.